# Дар, Фредерик
Фредерик Шарль Антуан Дар (фр. Frédéric Charles Antoine Dard, 29 июня 1921[…], Бургуэн-Жальё — 6 июня 2000[…], Bonnefontaine) — французский писатель, в России и в мире больше известен под своим основным псевдонимом Сан-Антонио.

## О писателе
Под псевдонимом Сан-Антонио Фредерик Дар написал 183 романа о похождениях полицейского комиссара Антуана Сан-Антонио (книги написаны от его лица) с постоянным подчинённым, современным Гаргантюа инспектором Берюрье. Во Франции сложно найти семью, у которой бы не было в библиотеке какой-либо книги Сан-Антонио. Более того: Фредерик Дар является самым читаемым автором XX века и начала XXI века — его книги в общей сложности вышли тиражом более 300 миллионов экземпляров, а на настоящий момент ежемесячно переиздаются не менее трёх книг.
Псевдоним Сан-Антонио был взят им совершенно случайно, когда Фредерик Дар ткнул пальцем в карту США, чтобы придумать англоязычное имя новому герою.
Всего же Фредерик Дар является автором 288 романов, 250 новелл, 20 театральных постановок, 16 киносценариев. Его работы отличаются своеобразным, легко узнаваемым юмором и сарказмом; они насыщены подчёркнуто-грубоватой игрой слов, арго и неологизмами (т. н. «санантонионизмы», которых, по подсчётам около 20000), что делает перевод его работ крайне сложным. Во Франции даже издан «Словарь Сан-Антонио», содержащий 15000 статей.
Однако, несмотря на сложности перевода, его книги были изданы на различных языках, таких как итальянский язык, румынский язык, английский язык и немалое количество (в сравнении с английскими изданиями) издано на русском. Всего, по данным «Каталога переводов» Филиппа Оруссо, насчитывается 435 переводов в 33 странах мира. Многие его произведения выдержали несколько переизданий, так История Франции глазами Сан-Антонио переиздавалась 18 раз. По произведениям Сан-Антонио снято 4 фильма, хотя считается что фильмы проигрывают книгам в силу невозможности передать в полной мере всю игру слов в произведениях.
В 1997 году создана ассоциация друзей Сан-Антонио.
Последний роман Фредерика Дара вышел уже после его смерти и был закончен сыном Дара Патрисом.
Жак Ширак назвал Фредерика Дара «волшебником французского языка».
  Я шокирую? Спасибо тебе, Бог мой, дорогой Великий Боже! Наконец-то я с тобой, дивный Отче и Друг. Я их шокирую! А ты там ухохатываешься на горе, где стоит старый домик! Ты говоришь: «Этот от меня ускользнул. Он не подпадает под проклятье. Он ускользнул, потому что знает, что он от Меня, и что страх беспредметен, если главенствует любовь. Не подпадает под проклятье, потому что он любит Меня, и каждый день молит о том, чтобы любить ещё больше. Не подпадает под проклятье, потому что у него на глазах слёзы, когда он думает обо Мне. Он видит горы и знает, что это Я. Он видит петуха, который топчет курицу, и знает, что это Я. И он знает, что ересь, которую он пишет, это опять же Я, и он не богохульствует, показывая здоровый член, который Я ему дал». Сан-Антонио. «Босфорь, чтоб засияла». 1991 
Похоронен на кладбище Сен-Шеф.

## Список псевдонимов
- San-Antonio
- Frederic Antony
- Max Beeting
- Maxel Beeting
- William Blessings
- Eliane Charles
- Frederic Charles
- Leopold Da Serra
- Antonio Giulotti
- Verne Goody
- Kill Him
- Kaput
- Cornel Milk
- L’Ange Noir
- Wel Norton
- F. D. Ricard
- Sydeney
- Andre Berthomieu
- M. G. Pretre